# Txekàievka
Txekàievka (en rus: Чекаевка) és un poble de la República de Mordòvia, a Rússia, segons el cens del 2010 tenia 9 habitants, pertany al municipi de Purdoixki. Es troba a 22 km a l'est de Témnikov, la capital del districte.